# Unseen Evil 2
Unseen Evil 2 es una película estadounidense de ciencia ficción y terror de 2004, dirigida por Jeff Leroy, escrita por Garrett Clancy y Scott Spears, musicalizada por Collin Simon, en la fotografía estuvo Rachel Wyn Dunn y los protagonistas son Lorenzo Lamas, Priscilla Barnes y Corbin Timbrook, entre otros. El filme fue realizado por Starmax Entertainment y Sterling Entertainment; se estrenó el 23 de noviembre de 2004.

## Sinopsis
Luego de una serie de homicidios muy violentos e inexplicables en un bosque lejano, se prepara una unidad militar para atrapar al que sea, o lo que sea, que haya realizado esos crímenes.